# Rich Kenah
Rich Kenah (Estados Unidos, 4 de agosto de 1970) es un atleta estadounidense, especializado en la prueba de 800 m en la que llegó a ser medallista de bronce mundial en 1997.

## Carrera deportiva
En el Mundial de Atenas 1997 ganó la medalla de bronce en los 800 metros, con un tiempo de 1:44.25 segundos que fue su mejor marca personal, llegando a meta tras el danés Wilson Kipketer y el cubano Norberto Téllez (plata con 1:44.00 segundos).